# چیخوچین (استان پومرانی)
چیخوچین (به لهستانی:  Ciechocin) یک منطقهٔ مسکونی در لهستان است که در گمینا خوینگتسه واقع شده‌است. چیخوچین ۵۳۱ نفر جمعیت دارد.